# Laver Cup

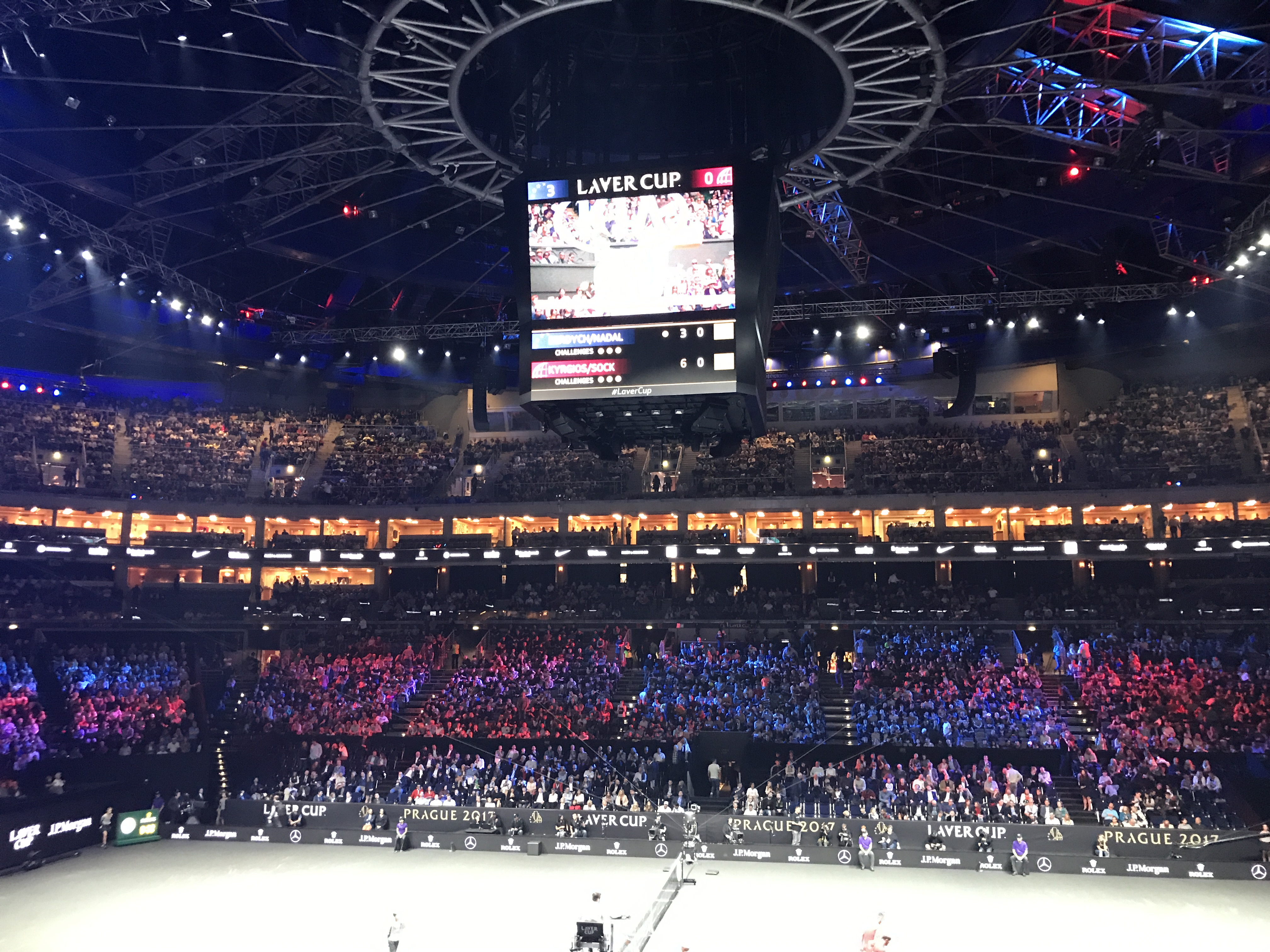
Laver Cup 2017 in Prag

Der Laver Cup ist ein internationales Tennisturnier für Herren, bei dem sechs europäische Topspieler als „Team Europa“ ihre Konkurrenten aus dem Rest der Welt herausfordern. Es findet jährlich zwei Wochen nach den US Open statt, wobei der Austragungsort rotiert. Der Wettbewerb ist nach der australischen Tennislegende Rod Laver benannt. Zusätzlich zu den Antrittsprämien, die abhängig von der jeweiligen Weltranglistenposition eines Spielers vergeben werden, erhält jedes Mitglied des Siegerteams 250.000 US-Dollar an Preisgeld. Es werden keine Weltranglistenpunkte vergeben. Seit 2019 ist das Turnier offiziell ein Bestandteil der ATP Tour.
Roger Federers Managementfirma TEAM8, der brasilianische Geschäftsmann und frühere Davis-Cup-Spieler Jorge Paulo Lemann und Tennis Australia organisieren den Laver Cup gemeinsam.

## Geschichte
Am 24. August 2016 gaben Roger Federer und Rafael Nadal als erste Spieler ihre Teilnahme am ersten Laver Cup 2017 bekannt. Die Austragung fand vom 22. bis 24. September 2017 in der O2 Arena in Prag statt. Im Jahr 2018 war das Turnier zu Gast in Chicago, 2019 in Genf. Die ehemaligen Profis Björn Borg aus Schweden (Europa) und John McEnroe aus den Vereinigten Staaten (Rest der Welt) waren als Kapitäne verpflichtet.
Zunächst war geplant, das Turnier in den olympischen Jahren pausieren zu lassen. Wegen des großen Erfolgs des Turniers in den ersten Jahren entschied man sich für eine durchgehend jährliche Austragung. Die Austragung 2020 in Boston wurde dann aber wegen der durch die COVID-19-Pandemie entstandenen Terminkonflikte um ein Jahr auf den September 2021 verschoben. Für 2022 wurde die O2 Arena in London als Austragungsort ausgewählt. Im Juni 2022 wurden Vancouver (2023) und Berlin (2024) als weitere Austragungsorte ausgesucht. 2025 soll der Laver Cup in San Francisco stattfinden.
Alexander Zverev ist mit dem Gewinn für das europäische Team 2024 bislang der einzige Spieler, der bei dem Turnier fünfmal siegreich war.
Im Zuge der Ausgabe 2022 spielte Roger Federer im Doppel mit Rafael Nadal sein letztes Spiel seiner Karriere, was von einem großen Medienecho begleitet wurde. Die Paarung verlor das Spiel. Die Ausgabe konnte zum ersten Mal Team World für sich entscheiden.
2025 werden die langjährigen Teamchefs Björn Borg (Europa) und John McEnroe (Welt) durch Yannick Noah (Europa) und Andre Agassi (Welt) abgelöst.

## Austragungsmodus
Drei der sechs Spieler eines Teams qualifizieren sich durch ihre Weltranglistenposition direkt für den Laver Cup. Dazu wählt der Kapitän noch je drei weitere Spieler („captain’s pick“).
Es werden zwölf Spiele (neun Einzel und drei Doppel) innerhalb von drei Tagen gespielt – jeden Tag drei Einzel und ein Doppel – wobei an jedem Tag für einen Sieg ein Punkt mehr vergeben wird. Jeder Spieler bestreitet ein oder zwei Einzel, und mindestens vier der sechs Spieler treten zum Doppel an, jede Paarung darf es dabei nur einmal geben. Alle Spiele werden im „Best-of-three“-Modus gespielt. Falls die ersten zwei Sätze ausgeglichen sind, kommt es zu einem Match-Tie-Break. Sollte es am Ende der Begegnung 12:12 stehen, spielen zwei Doppelpaare einen Match-Tie-Break um den Turniersieg.

## Liste der Austragungen
| Jahr | Sieger                                           | Ergebnis                                         | Verlierer                                        | Austragungsort                                   | Kapitän Europa                                   | Kapitän Welt                                     |
| ---- | ------------------------------------------------ | ------------------------------------------------ | ------------------------------------------------ | ------------------------------------------------ | ------------------------------------------------ | ------------------------------------------------ |
| 2017 | Team Europa                                      | 15:9                                             | Team Welt                                        | Prag, O2 Arena                                   | Björn Borg                                       | John McEnroe                                     |
| 2018 | Team Europa                                      | 13:8                                             | Team Welt                                        | Chicago, United Center                           | Björn Borg                                       | John McEnroe                                     |
| 2019 | Team Europa                                      | 13:11                                            | Team Welt                                        | Genf, Palexpo                                    | Björn Borg                                       | John McEnroe                                     |
| 2020 | Aufgrund der COVID-19-Pandemie nicht ausgetragen | Aufgrund der COVID-19-Pandemie nicht ausgetragen | Aufgrund der COVID-19-Pandemie nicht ausgetragen | Aufgrund der COVID-19-Pandemie nicht ausgetragen | Aufgrund der COVID-19-Pandemie nicht ausgetragen | Aufgrund der COVID-19-Pandemie nicht ausgetragen |
| 2021 | Team Europa                                      | 14:1                                             | Team Welt                                        | Boston, TD Garden                                | Björn Borg                                       | John McEnroe                                     |
| 2022 | Team Welt                                        | 13:8                                             | Team Europa                                      | London, The O2 Arena                             | Björn Borg                                       | John McEnroe                                     |
| 2023 | Team Welt                                        | 13:2                                             | Team Europa                                      | Vancouver, Rogers Arena                          | Björn Borg                                       | John McEnroe                                     |
| 2024 | Team Europa                                      | 13:11                                            | Team Welt                                        | Berlin, Uber Arena                               | Björn Borg                                       | John McEnroe                                     |
| 2025 | –                                                | -:-                                              | –                                                | San Francisco, Chase Center                      | Yannick Noah                                     | Andre Agassi                                     |